# 32-я сессия Комитета всемирного наследия ЮНЕСКО

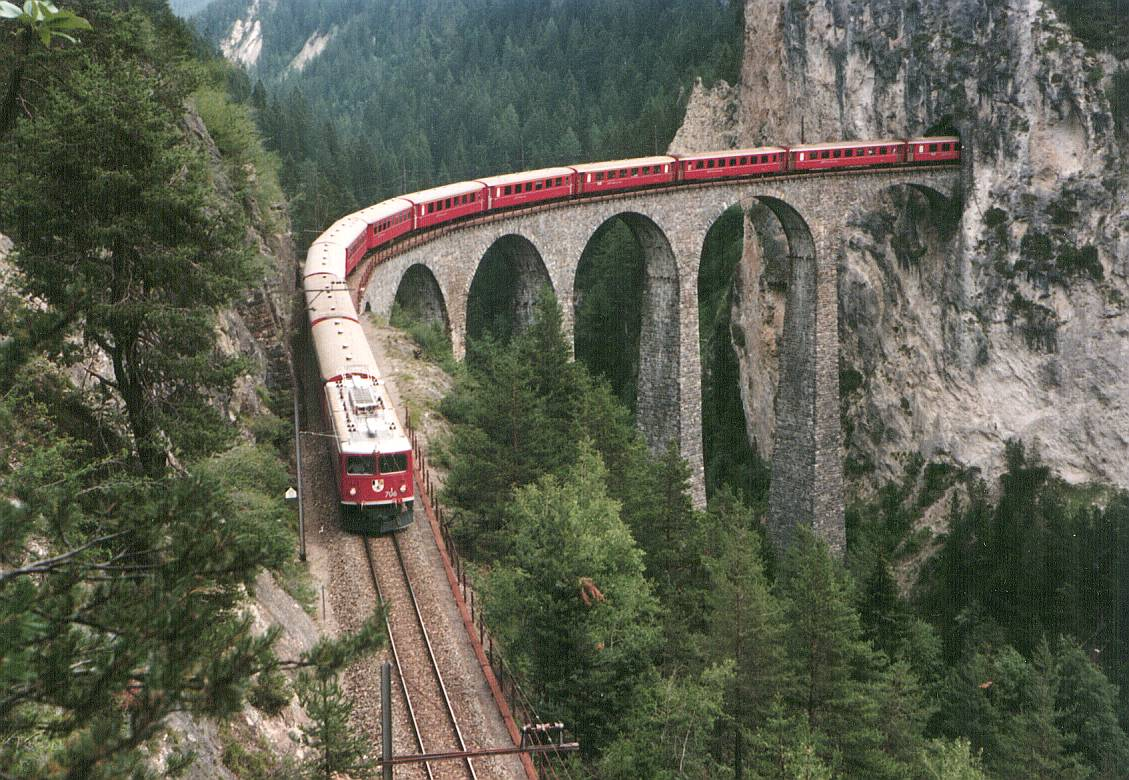
Ретийская железная дорога в культурном ландшафте Альбулы и Бернины

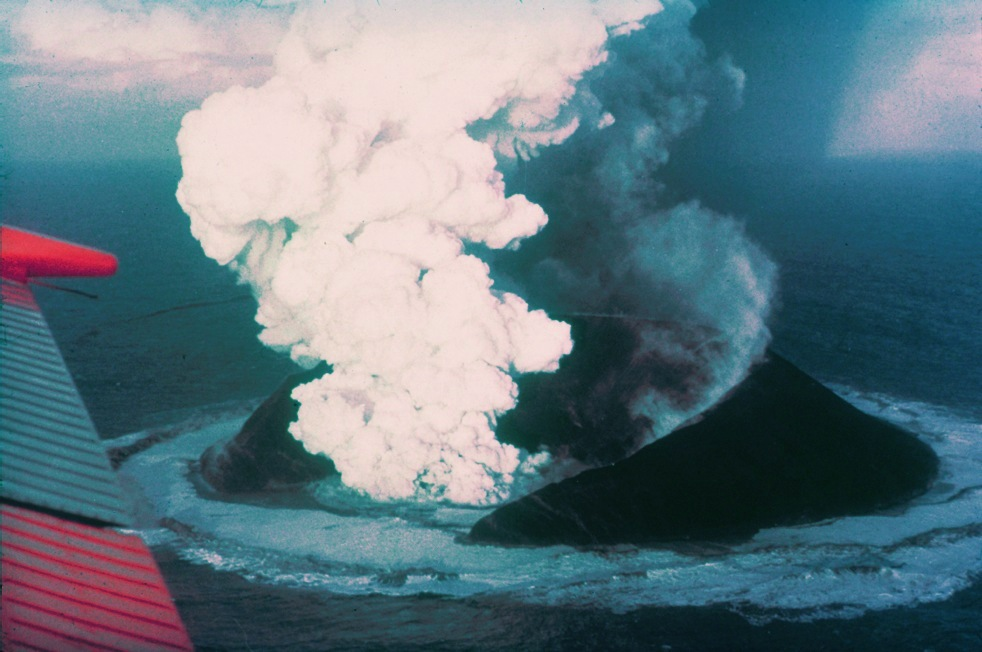
Суртсей

32-я сессия Комитета всемирного наследия ЮНЕСКО проходила с 2 июля по 10 июля 2008 года, в Квебеке, Канада. Общее число регистраций достигло 897 (693 культурного, 155 смешанного и 49 природного наследия).

## Объекты, внесённые в список всемирного наследия

### Культурное наследие
Камбоджа: Храм Преах Вихеар
Китай: Тулоу провинции Фуцзянь
Куба: Исторический центр Камагуэя
Германия: Районы жилой застройки в стиле модерн Берлина
Франция: Архитектурное наследие Вобана
Иран,Армения: Армянские монастыри Монастырь Святого Степаноса, Монастырь Святого Фаддея и Дева Мария Дзордзорская,совместно с Арменией
Израиль: Святые места Бахаи в Хайфе и на западе Галилеи
Италия: Мантуя и Саббьонета
Италия: Ретийская железная дорога в культурном ландшафте Альбулы и Бернины
Кения: Леса кайя Миджикенда
Хорватия: Долина Старого города
Малайзия: Древние города на берегах Малаккского пролива – Мелака и Джорджтаун
Маврикий: Культурный ландшафт Ле Морн
Мексика: Город-заповедник Сан-Мигель и храм Иисуса из Назарета в Атотонилько
Папуа Новая Гвинея: Древнее земледельческое поселение Кука
Сан-Марино: Исторический центр Сан-Марино и гора Титано
Саудовская Аравия: Археологический объект Аль-Хиджр
Словакия: Деревянные церкви в словацкой части Карпат
Вануату: Владения вождя Роя Маты
Швейцария / Италия: Ретийская железная дорога в культурном ландшафте Альбулы и Бернины

### Природное наследие
- Канада: Скалы с окаменелостями в Джоггинсе
- Китай: Национальный парк Саньциншань
- Франция: Лагуны Новой Каледонии, разнообразие коралловых рифов и их экосистем
- Исландия: Суртсей
- Йемен: Архипелаг Сокотра
- Казахстан: Сары-Арка – степь и озёра северного Казахстана
- Мексика: Биосферный заповедник бабочки Монарх
- Швейцария: Горная тектоническая группа Сардона

### Смешанное наследие
- Албания: Исторические центры Берата и Гирокастры
- Германия: Укреплённые рубежи Римской империи
- Индия: Горные железные дороги Индии
- Испания: Пещера Альтамира и наскальное искусство периода палеолита на севере Испании